# Річард Ґолдман
Річард Н. Ґолдман (16 квітня 1920 – 29 листопада 2010) був американським мільярдером- філантропом, який разом зі своєю дружиною Родою Ґолдман був співзасновником екологічної премії Голдмана в 1990 році. Він заснував страхову компанію Goldman Insurance and Risk Management, а разом зі своєю дружиною заснував Фонд Річарда і Роди Голдманів у 1951 році.

## Філантропія
Річард і Рода Ґолдмани заснували екологічну премію Голдмана в Сан-Франциско, Каліфорнія, у 1990 році. Фонд Ґолдмана, який іноді називають «Зеленим Нобелем», щорічно присуджує шість премій вартістю 150 000 доларів США екологічним активістам та активісткам, які представляють шість регіонів світу. З моменту встановлення премії Goldmans, станом на 2010 рік активістам та активісткам з більш ніж 70 країн було надано приблизно 13,2 мільйона доларів. Лауреат премії Goldman Environment 1991 року Вангарі Маатаї з Кенії та засновниця руху «Зелений пояс» була удостоєний Нобелівської премії миру у 2004 році. .
На додаток до своєї роботи з Goldman Environmental Prize, ГҐолдман підтримував проєкти благоустрою в Сан-Франциско, а також був співзасновником Фонду Річарда і Роди Ґолдманів. Через свій фонд, вартість якого перевищує мільярд доларів, Ґолдман фінансував проєкти по всьому району затоки Сан-Франциско, включаючи Єврейський громадський центр Сан-Франциско та Rhoda Goldman Plaza. Серед його каліфорнійських проєктів були інвестиції в сонячну енергетику, захист лісів секвої та морської природи. У 2004 році він був нагороджений медаллю голови 11-ї щорічної премії Гайнца.
У Каліфорнійському університеті в Берклі на честь Ґолдманів названа Школа публічної політики Ґолдманів.

## Особисте життя
Річард Ґолдман був сином адвоката Річарда Семюела Ґолдмана та його дружини Аліси Вертхайм Ґолдман. Помер у своєму будинку в Сан-Франциско 29 листопада 2010 року у віці 90 років. У нього залишилися дочка Сьюзен та два сини Джон і Даґ. Панахида відбулася у конгрегації Еману-Ель у Сан-Франциско. Його дружина, філантропка Рода Гаас Ґолдман померла в 1996 році. Їхній син Річард помер у 1989 році. Його онуком є адвокат Деніел С. Ґолдман.

## Зовнішні посилання
- Пошук допомоги для документів Річарда Н. і Роди Г. Ґолдманів, 1863-2003 рр., Бібліотека Бенкрофта